# 水素移動反応
水素移動反応 (Hydrogen Atom Transfer, HAT)とは、水素のフリーラジカルが基質によって引き抜かれる化学反応で、以下のような一般式で表される。また、水素の引き抜きとも呼ばれる。
X・ + H-Y → X-H + Y・
炭化水素の燃焼反応や5価の鉄イオンを含むシトクロムP450が関わる反応など、HAT反応は一般に酸化的反応である。引き抜き剤は通常ラジカル種である。閉殻の引き抜き剤として塩化クロミルがある。HAT反応はプロトン共役電子移動を通して起こることがある。α-酸素が安定化される鉄のゼオライトのなかで合成される例がみつかっている。

## 非ラジカル的な水素の引き抜き
セレンテラジン誘導体の合成を報告する論文の中で、非ラジカル的な水素引き抜きが置換アミノイミダゾール中、ザンドマイヤーのヒドロキシル化反応の条件下で観察された。